# MY HOME TOWN
『MY HOME TOWN』（マイ・ホームタウン）は、1993年10月27日にリリースされた、小田和正のソロとして5作目のオリジナル・アルバム。発売元はファンハウス。

## 解説
故郷を想うタイトルに沿って、ジャケット写真は根岸線山手駅で撮影された。前作『sometime somewhere』以来、1年10ヵ月ぶりのオリジナルアルバムであるが、この作品から次の『個人主義』まで、オリジナル・アルバムとしては6年半のブランクを要することになる。

## 収録曲
- 全曲作詞・作曲・編曲：小田和正

1. そのままの君が好き - (6:17)[1]
アニメ映画『走れメロス』主題歌。
2. またたく星に願いを - (5:28)[1]
味の素「ほんだし」CMソング。2000年のコンサートツアーから観客が両手を上に挙げて左右に振るパフォーマンス（これをワイパーと呼ぶ）があるほどの定番の曲[2]。
3. Come on - (4:56)[1]
4. 渚 ふたりで - (4:37)[1]
5. 風の坂道 - (4:08)[1]
シャープ「液晶ビューカム」CMソング。
6. だからブルーにならないで - (5:10)[1]
三菱自動車「ミラージュ・アスティ」CMソング。
7. 今はきかない - (4:46)[1]
8. それとも二人 - (5:11)[1]
9. let me hold you baby - (4:29)[1]
10. my home town - (6:04)[1]
アルバムのタイトル曲。第一生命「パスポート5000」CMソングで、前年夏に阪急西宮スタジアムと横浜スタジアムで行われたコンサート[3]のテーマ曲。同時にFM横浜が「ハマラジ」と呼称を変更した時のキャンペーンソングでもあった。小田が自身の故郷である横浜を歌ったもので、歌詞の中には根岸線が登場する。小田のコンサートが横浜（主に横浜アリーナ）で行われた際のアンコールでは必ず歌われている。2008年12月22日からは、小田の実家に近い京急本線の金沢文庫駅において接近メロディとして使用されている[4]（編曲は塩塚博[5]）。